# Хальмертаркаяха
Хальмертаркаяха (устар. Хальмер-Яха-Тарка) — река в России, протекает по Ямало-Ненецкому АО. Устье реки находится в 20 км от устья по левому берегу реки Хальмеръяха. Длина реки составляет 12 км.

## Данные водного реестра
По данным государственного водного реестра России относится к Нижнеобскому бассейновому округу, водохозяйственный участок реки — Пур, речной подбассейн реки — подбассейн отсутствует. Речной бассейн реки — Пур.
Код объекта в государственном водном реестре — 15040000112115300056841.